# Ksar Taachate
Ksar Taachate (en arabe : قصر تعشات) est un village fortifié dans la province de Zagora, région de Draa-Tafilalet au sud-est du Maroc .